# Artolsheim
Artolsheim é uma comuna francesa na região administrativa de Grande Leste, no departamento Baixo Reno. Estende-se por uma área de 11,28 km². Em 2010 a comuna tinha 1 007 habitantes (densidade: 89,3 hab./km²).